# Championnat de Chypre de football 1970-1971
Navigation
Saison précédente Saison suivante
La saison 1970-1971 du Championnat de Chypre de football était la 33e édition officielle du championnat de première division à Chypre. Les douze meilleurs clubs du pays se retrouvent au sein d'une poule unique, la Cypriot First Division, où ils s'affrontent 2 fois, à domicile et à l'extérieur. En fin de saison, le dernier du classement est relégué en deuxième division et remplacé par le champion de D2.
C'est le club de l'Olympiakos Nicosie qui remporte le 3e titre de champion de Chypre de son histoire. L'Olympiakos devance de 4 points le surprenant promu, le club de Digenis Morphou et l'APOEL Nicosie complète le podium. Le tenant du titre, l'EPA Larnaca, a pris part au championnat grec, qu'ils ont terminé à la 18e et dernière place : ils retrouveront le championnat chypriote la saison prochaine.
Comme la saison dernière, l'Olympiakos Nicosie, vainqueur du championnat, obtient à nouveau le droit de participer au Championnat de Grèce de football, au même titre que n'importe quel club grec (en cas de relégation sportive, il retrouve la première division chypriote). De plus, Chypre obtient par le biais du championnat une place en Coupe UEFA.

## Les 12 clubs participants
| - ASIL Lysi - AEL Limassol - APOEL Nicosie - Omonia Nicosie - Digenis Morphou - Promu de D2 - Olympiakos Nicosie | - Alki Larnaca - Pezoporikos Larnaca - Anorthosis Famagouste - Nea Salamina - Apollon Limassol - EN Paralimni |

## Compétition

### Classement
Le barème utilisé pour établir le classement est le suivant :
- Victoire : 2 points
- Match nul : 1 point
- Défaite : 0 point

| Rang | Équipe                  | Pts | J  | G  | N  | P  | Bp | Bc | Diff |
| ---- | ----------------------- | --- | -- | -- | -- | -- | -- | -- | ---- |
| 1    | Olympiakos Nicosie      | 31  | 22 | 11 | 9  | 2  | 40 | 22 | +18  |
| 2    | Digenis Morphou P       | 27  | 22 | 9  | 9  | 4  | 21 | 15 | +6   |
| 3    | APOEL Nicosie           | 26  | 22 | 8  | 10 | 4  | 30 | 19 | +11  |
| 4    | Omonia Nicosie          | 25  | 22 | 11 | 3  | 8  | 33 | 20 | +13  |
| 5    | Pezoporikos Larnaca     | 25  | 22 | 9  | 7  | 6  | 26 | 17 | +9   |
| 6    | Apollon Limassol        | 24  | 22 | 8  | 8  | 6  | 30 | 20 | +10  |
| 7    | EN Paralimni            | 24  | 22 | 8  | 8  | 6  | 24 | 18 | +6   |
| 8    | Anorthosis Famagouste C | 20  | 22 | 7  | 6  | 9  | 23 | 31 | -8   |
| 9    | Alki Larnaca            | 19  | 22 | 4  | 11 | 7  | 25 | 29 | -4   |
| 10   | Nea Salamina            | 19  | 22 | 7  | 5  | 10 | 24 | 36 | -12  |
| 11   | AEL Limassol            | 16  | 22 | 6  | 4  | 12 | 12 | 27 | -15  |
| 12   | ASIL Lysi               | 8   | 22 | 1  | 6  | 15 | 7  | 41 | -34  |

|  | Qualification pour la Coupe des clubs champions 1971-1972 Participation au championnat de Grèce de football 1971-1972 |
|  | Qualification pour la Coupe des Coupes 1971-1972                                                                      |
|  | Qualification pour la Coupe UEFA 1971-1972                                                                            |
|  | Relégation directe en deuxième division                                                                               |
|  | T : Tenant du titre C : Vainqueur de la Coupe de Chypre P : Promu de deuxième division                                |

## Bilan de la saison
| Championnat de Chypre de football 1970-1971 |                               |
| Champion                                    | Olympiakos Nicosie (3e titre) |
| Coupes et trophées                          |                               |
| Vainqueur de la Coupe de Chypre 1970-1971   | Anorthosis Famagouste         |
| Qualifications continentales                |                               |
| Coupe des clubs champions 1971-1972         | Olympiakos Nicosie            |
| Coupe des Coupes 1971-1972                  | Anorthosis Famagouste         |
| Coupe UEFA 1971-1972                        | Digenis Morphou               |
| Promotions et relégations                   |                               |
| Promus en Cypriot First Division            | AE Paphos                     |
| Relégués en Cypriot Second Division         | ASIL Lysi                     |